# Andromedabrunnen

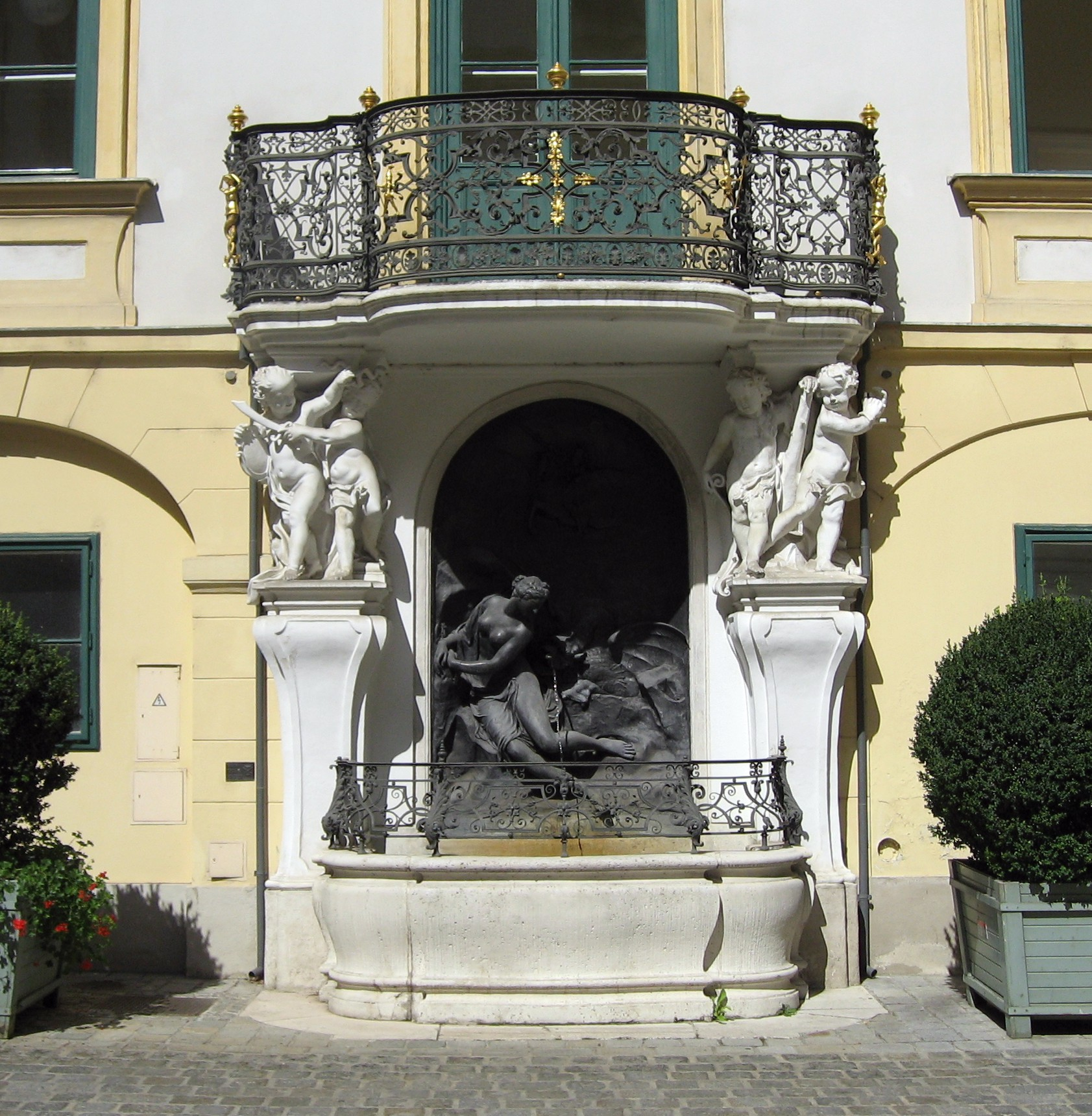
Der Andromedabrunnen im Alten Rathaus in Wien

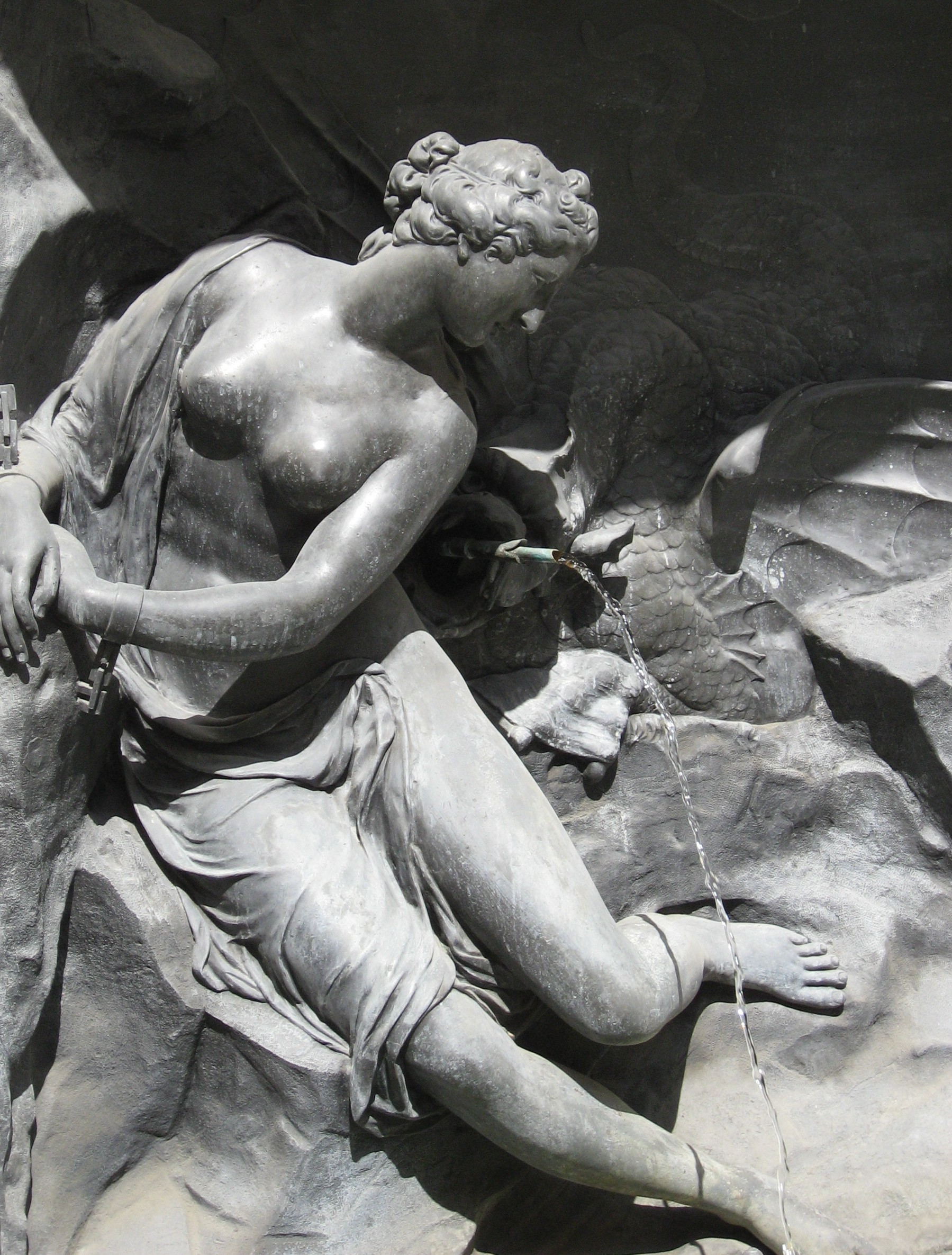
Die Figur der Andromeda

Der Andromedabrunnen ist ein Brunnen im 1. Wiener Gemeindebezirk Innere Stadt.

## Geschichte
Der Andromedabrunnen im Innenhof des Alten Rathauses wurde 1741 von Georg Raphael Donner geschaffen. Er gilt als eines der letzten Hauptwerke des im selben Jahr verstorbenen Bildhauers. Der darüber liegende Balkon mit dem Schmiedeeisengitter stammt bereits aus dem Jahr 1725, auf ihm wurden damals die Verordnungen des Stadtrats verlesen.

## Gestaltung
Der spätbarocke Wandbrunnen mit einem Becken aus Wöllersdorfer Stein wird von Atlanten-Pfeilern flankiert, die beiden Puttengruppen stellen die Kardinaltugenden dar und tragen den Balkon. Das vollplastische Bleirelief in der Brunnennische stellt eine Szene aus der griechischen Mythologie dar. Im Hintergrund ist Perseus zu sehen, der auf einem Pegasos Andromeda zu Hilfe eilt, die von einem Meeresungeheuer verschlungen zu werden droht.